# Cypher (film)
Cypher is een Canadees-Amerikaanse sciencefictionthriller uit 2002 waarin de hoofdrollen worden vertolkt door Jeremy Northam en Lucy Liu. De film werd geschreven door Brian King en geregisseerd door Vincenzo Natali. 

## Verhaal
Morgan Sullivan is een recent ontslagen accountant en is verveeld met zijn voorstedelijke leven. Hij wordt onder druk gezet door zijn vrouw om een baan te nemen bij het bedrijf van haar vader, maar hij besluit daarentegen een baan te nemen in de bedrijfsspionage. Het hoofd van de Veiligheid van Digicorp (Finster) neemt Morgan aan en geeft hem een nieuwe identiteit. Als Jack Thursby gaat hij naar conferenties om in het geheim de presentaties op te nemen en deze aan het hoofdkantoor te zenden. Sullivan wordt al snel achtervolgd door terugkerende nachtmerries en pijn in de nek. Zijn leven wordt enigszins gecompliceerd wanneer hij Rita Foster van een concurrerende onderneming ontmoet.
Rita geeft hem pillen om de pijn en nachtmerries te genezen en zegt hem niet te zenden op de volgende conventie. Na de conferentie bevestigt Digicorp het ontvangst van de zending, terwijl Morgan niets verzonden heeft. Hij is er zeker van dat er iets vreemds aan de hand is en neemt de pillen in die Rita hem gegeven heeft. Ze werken. Verward door wat er gaande is en geïntrigeerd door Rita, regelt hij een nieuwe ontmoeting met haar. 
Rita vertelt hem over het bedrog van Digicorp en nodigt hem uit om zich te laten injecteren met tegengif: een grote spuit met groene vloeistof. Morgan accepteert aarzelend. Ze waarschuwt hem dat ongeacht wat er ook op de volgende conferentie gebeurt hij niet moet reageren.
Morgan ontdekt dat alle congresgangers spionnen zijn, net als hijzelf en allen denken dat zij individuele spionnen zijn die werkzaam zijn voor Digicorp. Terwijl ze gedrogeerd zijn door de geserveerde drankjes, worden ze door in plastic geklede wetenschappers voorzien van een sonde, geïnjecteerd en gehersenspoeld. Individuele headsets versterken hun nieuwe identiteit, zodat ze voorbereid zijn die te gaan gebruiken en vervolgens verwijderd wordt.
Morgan slaagt erin Digicorp te overtuigen dat hij zijn nieuwe identiteit gelooft. Hij wordt vervolgens gerekruteerd door Sunway Systems, een rivaal van Digicorp. Het hoofd veiligheid Sunway (Callaway) moedigt Morgan aan om een dubbelagent te worden en foutieve data door te geven aan Digicorp.
Morgan belt Rita, die hem waarschuwt dat Sunway even meedogenloos is en dat hij ook gebruikt wordt door Rita's baas Sebastian Rooks. Morgan slaagt erin om de benodigde informatie te stelen uit de kluis van Sunway Systems en te ontsnappen met de hulp van Rita.
Rita neemt hem uiteindelijk mee om hem aan Rooks voor te stellen. Wanneer ze tijdelijk de kamer uit is belt de nerveuze Morgan Finster op en wordt nog meer verontrust. Hij schiet per ongeluk Rita neer, die hem aanmoedigt haar te negeren en Rooks te ontmoeten in de kamer ernaast. Morgan bemerkt in die kamer allerlei voorwerpen die voor hem persoonlijk zijn, waaronder een foto van hem en Rita samen. Hij realiseert zich dat hijzelf blijkbaar Rooks is, en wendt zich tot Rita in ongeloof. 
Voordat Rita hem kan overtuigen wordt het appartement binnengevallen door gewapende mannen. Rita en Morgan ontsnappen naar het dak van de wolkenkrabber terwijl de veiligheidsteams van Digicorp en Sunway elkaar ontmoeten, geleid door Finster en Callaway. Na een Mexican standoff realiseren beide partijen zich dat ze achter dezelfde persoon aanzitten, Sebastian Rooks, en haasten zich naar het dak.
Morgan en Rita zijn op het dak in de helikopter, maar Rita is niet in staat ermee te vliegen, maar Sebastian heeft die vaardigheid wel. Rita moedigt Morgan aan zijn eigen verleden te herinneren, samen met zijn liefde voor haar. Hij herinnert het zich plotseling en laat de helikopter opstijgen te midden van geweervuur van de veiligheidsteams. Finster en Callaway merken op als het paar lijkt te zijn ontsnapt:
Callaway: "Heb je een blik op hem kunnen werpen? Heb je Rooks zijn gezicht gezien?"
Finster: "Alleen Morgan Sullivan, onze pion"
Omhoog kijkend zien ze de helikopter zweven boven hen en realiseren zich, te laat, de ware identiteit van Morgan Sullivan. Sebastian triggert een bom, waardoor het hele dak explodeert. 
Op een boot in de zuidelijke Stille Oceaan onthult Sebastian de inhoud van de gestolen disc aan Rita. Hierop staat de laatste kopie van Rita's identiteit (nadat die ene in de kluis vernietigd was). Sebastian gooit de disc in de zee en sluit de film af met: "Nu is er geen enkele kopie meer van." 

## Rolverdeling
- Jeremy Northam als Morgan Sullivan
- Lucy Liu als Rita Foster
- Nigel Bennett als Finster
- Timothy Webber als Callaway
- David Hewlett als Virgil Dunn
- Kari Matchett als Diane Thursby
- Kristina Nicoll als Amy Sullivan
- Boyd Banks als Fred Garfield
- Peter Mensah als medewerker in de kluis

## Prijzen en nominaties
- In 2002 won Jeremy Northam op het Filmfestival van Sitges voor zijn rol in "Cypher" de prijs voor beste acteur. Op hetzelfde festival werd de film zelf genomineerd voor de prijs voor beste film.

- In 2003 won de film op het Brussels International Festival of Fantastic Film de gouden raaf

- Eveneens in 2003 won de film op het filmfestival Fantasporto de volgende prijzen:
  - Beste acteur (Jeremy Northam)
  - Beste special effects
  - International Fantasy Film Special Jury Award
  - Een nominatie voor "beste film"

- In 2006 werd de film genomineerd voor een Golden Reel Award